# Greeffiella
Greeffiella är ett släkte av rundmaskar. Greeffiella ingår i familjen Desmoscolecidae.
Kladogram enligt Catalogue of Life och Dyntaxa:
| Greeffiella | \| \| Greeffiella beatlei \| \| \| \| \| \| Greeffiella dasyura \| \| \| \| \| \| Greeffiella oxycaudata \| \| \| \| |
|             | \| \| Greeffiella beatlei \| \| \| \| \| \| Greeffiella dasyura \| \| \| \| \| \| Greeffiella oxycaudata \| \| \| \| |
|             | Calligyrus |
|             | |
|             | Demanema |
|             | |
|             | Desmogerlachia |
|             | |
|             | Desmoscolex |
|             | |
|             | Greeffiellopsis |
|             | |
|             | Hapalomus |
|             | |
|             | Paratricoma |
|             | |
|             | Pareudesmoscolex |
|             | |
|             | Progreeffiella |
|             | |
|             | Protodesmoscolex |
|             | |
|             | Prototricoma |
|             | |
|             | Protricoma |
|             | |
|             | Protricomoides |
|             | |
|             | Quadricoma |
|             | |
|             | Tricoma |
|             | |
|             | Greeffiella beatlei                                                                                                  |
|             | |
|             | Greeffiella dasyura                                                                                                  |
|             | |
|             | Greeffiella oxycaudata                                                                                               |
|             | |

|  | Greeffiella beatlei    |
|  |                        |
|  | Greeffiella dasyura    |
|  |                        |
|  | Greeffiella oxycaudata |
|  |                        |